# Tang Anqi
Tang Anqi (唐安琪) es una cantante china, integrante del equipo de NII, un grupo musical femenino llamado SNH48.
El 1 de marzo de 2016, sufrió quemaduras graves en el 80% de su cuerpo, debido a un incendio en un café cercano a la Plaza Wanda, distrito de Baoshan, Shanghái, China. En abril de 2016, se sometió a cirugías e injertos de piel. En su primer momento, las fuentes de noticias informaron que ella misma encendió el fuego, pero las fuentes recientes confirmaron que era un intento de asesinato.

## Discografía

### Con SNH48

#### EP
| Año  | N.º | Título                  | Role   | Notas             |
| ---- | --- | ----------------------- | ------ | ----------------- |
| 2014 | 4   | Heart Electric          | B-side |                   |
| 2014 | 5   | UZA                     | B-side |                   |
| 2015 | 6   | Give Me Five!           | B-side |                   |
| 2015 | 7   | After Rain              | B-side |                   |
| 2015 | 8   | Manatsu no Sounds Good! | B-side |                   |
| 2015 | 9   | Halloween Night         | B-side |                   |
| 2015 | 10  | New Year’s Bell         | B-side |                   |
| 2016 | 11  | Engine of Youth         | B-side | First original EP |

#### Álbumes
- Mae Shika Mukanee (2014)

## Unidades

### Etapa de unidades con SNH48
| Número de etapa                     | Canción                             | Notas                                                                |
| ----------------------------------- | ----------------------------------- | -------------------------------------------------------------------- |
| Team NII 2nd Stage "Saka Agari"     | Ai no Iro 爱的颜色                  | With Huang Tingting, Lin Siyi, Dong Yanyun, Yi Jiaai and Zeng Yanfen |
| Team NII 3rd Stage "Mokugekisha"    | Saboten to Gold Rush 仙人掌与淘金热 | With Dong Yanyun, Gong Shiqi, Huang Tingting, He Xiaoyu and Lin Siyi |
| Team NII 4th Stage "Boku no Taiyou" | Idol Nante Yobanaide 专属偶像       | With Wan Lina, Zeng Yanfen and Zhang Yuxin                           |

### Unidades de conciertos
| Año  | Fecha       | Nombre                                          | Canción                                                                         | Notas                                                                   |
| ---- | ----------- | ----------------------------------------------- | ------------------------------------------------------------------------------- | ----------------------------------------------------------------------- |
| 2013 | 16 November | Guangzhou Concert                               | None                                                                            |                                                                         |
| 2014 | 18 January  | Red and White Concert                           | None                                                                            |                                                                         |
| 2014 | 26 July     | SNH48 Sousenkyo Concert in Shanghai             | Nakinagara Hohoende 流着泪微笑                                                  | With Xu Chenchen                                                        |
| 2015 | 31 January  | Request Hour Setlist Best 30 2015               | Saboten to Gold Rush 仙人掌与淘金热                                             | With Gong Shiqi, Huang Tingting, He Xiaoyu, Dong Yanyun and Lin Siyi    |
| 2015 | 25 July     | 2nd General Election Concert                    | None                                                                            |                                                                         |
| 2015 | 26 December | Request Hour Setlist Best 30 2015 (2nd Edition) | 16nin Shimai no Uta 16人姐妹歌 Kuroi Tenshi 黒天使 Romance Kakurenbo 恋爱捉迷藏 | With Lu Ting and Zhao Yue With Liu Jiongran and Xu Yangyuzhuo Solo song |